# شیباتا کاتسوتویو
شیباتا کاتسوتویو (به ژاپنی: 柴田勝豊 Shibata Katsutoyo); ۱ ژانویهٔ ۱۵۵۶ – ۶ ژوئن ۱۵۸۳) برادرزاده شیباتا کاتسوایه سامورایی اهل ژاپن بود.